# Patrice Loko
Patrice Loko (* 6. února 1970 Sully-sur-Loire) je bývalý francouzský fotbalista. Reprezentoval Francii v letech 1993–1997, sehrál za ni 26 zápasů a vstřelil v nich sedm gólů, z toho jeden i na mistrovství Evropy 1996, a to do sítě Bulharska v zápase základní skupiny. Na tomto šampionátu získal s francouzskou reprezentací bronzovou medaili. S Paris Saint-Germain vyhrál Pohár vítězů pohárů 1995/96. V dresu Nantes se stal v sezóně 1994/95 nejlepším střelcem francouzské ligy. Za Nantes nastupoval v letech 1988–1995, za PSG v letech 1995–1998. Dále hrál za Lorient (1998–1999, 2002–2004), Montpellier (1999–2000), Olympique Lyon (2001) a Troyes (2001–2002).